# Contraction des longueurs

Roues qui roulent à 9/10 de la vitesse de la lumière. La vitesse d'un point en haut d'une roue est de 0,994 c alors que la vitesse en bas est toujours nulle. C'est pourquoi le haut est contracté par rapport au bas.

En relativité restreinte, la contraction des longueurs désigne la loi suivant laquelle la mesure de la longueur d'un objet en mouvement est diminuée par rapport à la mesure faite dans le référentiel où l'objet est immobile, du fait, notamment, de la relativité de la simultanéité d'un référentiel à l'autre. Toutefois, seule la mesure de la longueur parallèle à la vitesse est contractée, les mesures perpendiculaires à la vitesse ne changent pas d'un référentiel à l'autre. Son effet paradoxal est illustré par le paradoxe du train.
En relativité générale, une contraction des longueurs est aussi prédite. Dans ce cadre, sa cause est en soit la même qu'en relativité restreinte, soit la gravitation ou une accélération.
Le diagramme de Minkowski, en deux dimensions, permet une compréhension qualitative et intuitive du phénomène de contraction des longueurs.

## En relativité restreinte

### Mesure de la longueur d'un objet
Dans un référentiel quelconque de l'espace-temps, mesurer la longueur d'un objet c'est avoir deux détecteurs, immobiles et  espacés d'une distance connue, qui sont simultanément en contact avec les extrémités de cet objet. Dans ce cas, la longueur de l'objet est la distance entre les deux détecteurs.
En considérant deux référentiels {\displaystyle \mathbb {R} } et {\displaystyle \mathbb {R} '} en translation rectiligne uniforme l'un par rapport à l'autre, l'immobilité et la simultanéité étant relatives au référentiel, ce qui apparait être une mesure de longueur dans l'un n'en est pas une dans l'autre.
Si la mesure est faite dans le référentiel {\displaystyle \mathbb {R} '}, on y considère des coordonnées où les extrémités sont simultanément détectées, chacune par un détecteur fixe : donc {\displaystyle \ \Delta t'=0} entre la détermination de ces coordonnées, et {\displaystyle \ \Delta l'}, la distance entre les détecteurs est ainsi la distance mesurée entre les extrémités.

### Avec les transformations de Lorentz
Les transformations de Lorentz sont, en supposant la vitesse parallèle à l'axe (ox) et en posant {\displaystyle \beta ={\frac {v}{c}}} et {\displaystyle \gamma ={\frac {1}{\sqrt {1-\beta ^{2}}}}>1} : 
{\displaystyle \,~\left\{{\begin{matrix}c\Delta t=\gamma \left(c\Delta t'-\beta \Delta x'\right)\\\Delta x=\gamma \left(\Delta x'-\beta c\Delta t'\right)\\\Delta y=\Delta y'\\\Delta z=\Delta z'\end{matrix}}\right.\,}
Pour la mesure faite dans le référentiel {\displaystyle \mathbb {R} '}, on a {\displaystyle \ \Delta t'=0}, et on obtient {\displaystyle \Delta x=\gamma \Delta x'\,\Rightarrow \,\Delta x'=\gamma ^{-1}\Delta x\,<\,\Delta x}
Autrement dit, la contraction des longueurs ne se produit que dans l'axe de la vitesse et elle vaut:
{\displaystyle L={\frac {1}{\gamma }}L_{0}}
On montre aussi la non simultanéité de la détermination des extrémités vue depuis l'autre référentiel : {\displaystyle c\Delta t=-\gamma \beta \Delta x'\,\neq 0}

### Une mesure dans chaque référentiel
On suppose que l'objet est immobile dans le référentiel {\displaystyle \mathbb {R} } et que, par rapport au référentiel {\displaystyle \mathbb {R} '}, il est en translation à la vitesse {\displaystyle v} dans le sens de sa longueur, en rappelant que la norme de la vitesse {\displaystyle v} de {\displaystyle \mathbb {R} '} par rapport à {\displaystyle \mathbb {R} } est égale à celle de {\displaystyle \mathbb {R} } par rapport à {\displaystyle \mathbb {R} '}.
Dans le référentiel {\displaystyle \mathbb {R} }, où l'objet est immobile, on peut considérer que l'on y fait la vraie mesure, c'est-à-dire : la longueur propre.
Ainsi dans {\displaystyle \mathbb {R} '} il existe un lieu où se présente chacune des extrémités, à un intervalle de temps {\displaystyle \Delta t'}. On suppose qu'en ce lieu est placé un détecteur et qu'on considère les deux événements « rencontre entre le détecteur et une des extrémités » depuis l'un et l'autre des référentiels.
- Dans {\displaystyle \mathbb {R} '} : on obtient {\displaystyle \Delta t'={\frac {\Delta l'}{v}}}, où {\displaystyle \Delta l'} est la longueur de l'objet mesurée dans ce référentiel, et on constate, alors, que la distance spatiale entre ces deux événements est nulle.
- Dans {\displaystyle \mathbb {R} } : ce même intervalle de temps mesuré est {\displaystyle \Delta t={\frac {\Delta l}{v}}}, où {\displaystyle \Delta l} est la longueur de l'objet mesurée dans ce référentiel (la longueur propre)  Par contre, ces deux détections sont espacées de la longueur {\displaystyle \Delta l} puisque dans ce référentiel, l'objet est immobile et que c'est le détecteur qui se déplace.

Par l'invariance de l'intervalle d'espace-temps, on a {\displaystyle \Delta s^{2}=c^{2}\Delta t^{2}-\Delta l^{2}=c^{2}\Delta t'^{2}}. Donc, après quelques calculs, {\displaystyle \Delta l'^{2}=\Delta l^{2}\left(1-{\frac {v^{2}}{c^{2}}}\right)<\Delta l^{2}}, d'où {\displaystyle \Delta l'<\Delta l}. Il y a contraction de (la mesure de) la longueur par rapport à la longueur propre de l'objet.

### Un paradoxe apparent
Supposons que dans chaque référentiel on dispose d'un mètre (immobile) avec lequel on mesure la longueur du mètre immobile dans l'autre référentiel et orienté dans la direction de la vitesse relative.
Suivant la conclusion des paragraphes précédents, dans chaque référentiel on doit voir le mètre de l'autre référentiel plus petit que celui qui est immobile. Est-ce un paradoxe ? Non.
Prenons le cas où la mesure est faite depuis {\displaystyle \mathbb {R} '}. Pour pouvoir être mesuré, les déterminations des coordonnées des extrémités du mètre de {\displaystyle \mathbb {R} } sont simultanées dans le référentiel {\displaystyle \mathbb {R} '}, mais, d'après la relativité de la simultanéité, ces déterminations n'apparaissent pas comme simultanées vues depuis {\displaystyle \mathbb {R} } où on voit l'observateur de {\displaystyle \mathbb {R} '} déterminer les coordonnées des extrémités à des moments différents entre lesquels il a bougé par rapport à ce mètre (qui lui est toujours immobile dans {\displaystyle \mathbb {R} }). Ainsi, la mesure faite dans {\displaystyle \mathbb {R} '} n'apparait pas comme correctement faite quand elle est vue depuis {\displaystyle \mathbb {R} } : dans chaque référentiel est fait correctement une mesure ... quand elle est vue depuis ce référentiel, mais elle n'est pas jugée comme correctement faite quand elle est vue d'un autre.

### Cas des longueurs perpendiculaires à la vitesse
Les longueurs perpendiculaires à la direction du mouvement ont la même mesure dans les deux référentiels.
Dans son article fondateur de la théorie de la relativité restreinte (De l'électrodynamique des corps en mouvement, 1905), Albert Einstein ne formule aucune hypothèse a priori sur l'absence de modification des longueurs perpendiculairement au déplacement. Il part d'une formulation générale de la modification des coordonnées de temps et d'espace, et déduit (§3 de l'article) trois résultats de l'application conjointe du « principe de la constance de la vitesse de la lumière » et du « principe de relativité » (dans leur formulation qu'il précise au §2 de l'article) : la dilatation des durées, la contraction des longueurs dans la direction du mouvement, et l'absence de modification des longueurs dans la direction perpendiculaire.

### Contraction des volumes
La translation d'un volume par rapport à un référentiel inertiel implique que la dimension de ce volume ayant la même direction que le mouvement est contractée d'un facteur {\displaystyle \ \gamma ^{-1}}, si la mesure est faite dans le dit référentiel et par rapport à une mesure faite sur le volume au repos. Les mesures des dimensions perpendiculaires au mouvement ne sont pas contractées. Par produit entre ces différentes mesures, cela implique que les volumes sont aussi contractés du même facteur {\displaystyle \gamma ^{-1}}.

### Aspect visuel de l'objet contracté

À gauche, "photographie" instantanée d'un cube se déplaçant perpendiculairement à une vitesse relativiste, au moment où il passe devant l'observateur, en ne tenant compte que de la contraction des longueurs.
À droite, son apparence visuelle dans les mêmes conditions, avec la rotation de Terrell prise en compte.

La contraction des longueurs semble suggérer que si l'on prenait une photo d'un objet se déplaçant à grande vitesse, l'image montrerait l'objet contracté dans la direction du mouvement. Cependant, une telle expérience donnerait certainement des résultats très différents, car la photographie est prise à distance, alors que la contraction des longueurs ne peut être mesurée directement qu'à l'emplacement exact des extrémités de l'objet. Pour connaître l'aspect visuel de l'objet contracté, il faut tenir compte du temps de propagation de la lumière entre les différents points de l'objet et la position de l'observateur, ceux-ci n'étant pas observés simultanément.
Plusieurs auteurs, tels que Roger Penrose et James Terrell, ont ainsi montré que les objets en mouvement n'apparaissent pas nécessairement contractés sur une photographie. Par exemple, une sphère de faible diamètre apparent, reste circulaire et apparaît seulement pivotée, les effets optiques compensant parfaitement la contraction relativiste. Ce phénomène porte le nom de rotation de Terrell-Penrose.

## Rotation relativiste

Disque rigide en rotation relativiste à vitesse constante. Pour un observateur au repos extérieur au disque, les règles disposées sur la périphérie subissent la contraction des longueurs. Un plus grand nombre de règles est donc nécessaire pour couvrir l'ensemble du périmètre dans le repère tournant.

Ayant élaboré le principe d'équivalence qui permet de comprendre qu'une accélération et la gravitation sont localement indiscernables, Einstein a montré que la gravitation impliquait une contraction des mesures à l'aide de l'expérience par la pensée suivante,, : imaginons un référentiel inertiel {\displaystyle R} dans lequel se trouve un cercle en rotation à vitesse angulaire constante autour de son centre et auquel est lié un référentiel en rotation {\displaystyle R'}, donc non-inertiel. Un observateur {\displaystyle O'} sur le bord de ce cercle, et entrainé avec lui, subit une force centrifuge constante (d'après l'observateur {\displaystyle O} de {\displaystyle R}), qui, étant une accélération, est interprétée par {\displaystyle O'} comme une force gravitationnelle constante dirigée vers l'extérieur du cercle.
Supposons que l'observateur {\displaystyle O'} dans le référentiel tournant ait une unité de mesure (petite par rapport aux dimensions du cercle) et mesure le périmètre de son cercle tournant (par rapport au référentiel {\displaystyle R}). Si on ne connait que la relativité restreinte, on ne sait rien directement des mesures que doit constater cet observateur tournant (son référentiel n'étant pas inertiel), par contre on sait ce que doit observer l'observateur inertiel {\displaystyle O} immobile dans {\displaystyle R} : celui-ci observe à la fois qu'en tournant, le cercle reste un cercle de mêmes dimensions à un cercle immobile, et que pour mesurer le périmètre l'unité de mesure utilisée par l'observateur tournant est contractée car parallèle à la vitesse (qui est tangente au cercle). Donc l'observateur {\displaystyle O} constate que l'observateur tournant {\displaystyle O'} obtient une mesure du périmètre qui est supérieure à celle du périmètre quand elle est mesurée par lui-même.
Si de plus l'observateur tournant {\displaystyle O'} mesure le rayon du cercle, il constate que cette mesure est égale à celle du cercle immobile : pour mesurer le rayon, l'unité de mesure est mise perpendiculairement à la direction du mouvement, qui est tangente au cercle, donc l'observateur inertiel {\displaystyle O} n'y voit aucune contraction, et les deux mesures faites par {\displaystyle O} et {\displaystyle O'} sont égales.
Par les mesures qu'il a faites, l'observateur tournant {\displaystyle O'} constate que {\displaystyle ~~p>2\pi r} : à ses yeux, le cercle en rotation ne vérifie pas {\displaystyle ~~p=2\pi r}, propriété qui est toujours vraie dans le cadre d'un espace euclidien. Ainsi, la gravitation (ou tout phénomène équivalent) oblige l'observateur qui la subit à utiliser un espace non euclidien, un espace courbé.
On remarquera qu'à partir d'un certain rayon, le bord du cercle est supposé aller à la vitesse de la lumière, ou même à une vitesse supérieure : ces résultats soulignent l'impossibilité matérielle de réaliser des référentiels tournants ayant de grandes dimensions.
Dans cette expérience par la pensée, il faut se garder de voir autre chose que des indices de la théorie relativiste de la gravitation : la force centrifuge n'est assimilable que localement à une force gravitationnelle.

## En relativité générale
En relativité générale, la présence d'un champ de gravitation est une déformation de l'espace-temps et ce qui concrètement s'approche le plus de la ligne droite est une géodésique de rayon lumineux qui n'est pas droite si on la compare à un référentiel euclidien fictif : ainsi observe-t-on une déviation de la lumière émise par les étoiles lors du passage à proximité de leur trajectoire d'une masse telle que le soleil. À tel point que l'on observe des lentilles gravitationnelles montrant ainsi que dans cette théorie deux lignes droites peuvent partir d'un même point et se croiser plus loin.
Ainsi, toutes les distances et toutes les formes sont-elles modifiées par la présence d'une masse : par exemple, une règle droite réelle suit en fait une géodésique de rayon lumineux, la distance entre ses extrémités varie aux yeux d'un observateur éloigné du champ de gravitation, sa forme ne lui semble pas correcte pour faire des mesures de distance et est même variable en fonction de sa direction par rapport au champ de gravitation (la déformation de l'espace).
La détection des ondes gravitationnelles se base sur la mesure d'une variation d'une longueur de l'ordre de {\displaystyle 10^{-16}\,~\%} lors de leur passage.